# مقاطعة بلونة

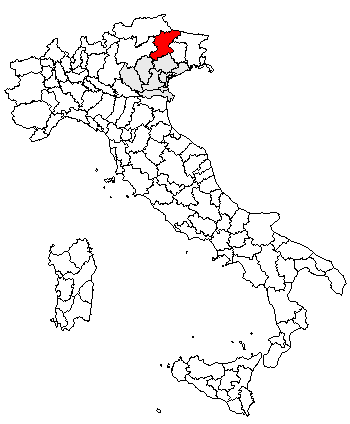
مقاطعة بِلُّونة

مقاطعة بِلُّونة أو بِلُّونو أو (نقحرة: بيلونو) (بالإيطالية: Provincia di Belluno)‏، مقاطعة إيطالية تقع شمال شرق البلاد بإقليم فينيتو، عاصمتها هي مدينة بِلُّونة.
يبلغ مجموع سكانها 212.244 ومساحتها 3678 كيلومتر مربع، وبها 69 بلدية. وأهم مدنها بعد العاصمة بِلُّونة، مدينة فلتري (Feltre) والتي يتجاوز عدد قاطنيها العشرين ألفا.
تحدها من الشمال النمسا (تيرول وكارينتيا)، ومن الشرق إقليم فريولي فينيتسيا جوليا (مقاطعة أُدينة ومقاطعة بُردِنونة)، وإلى الجنوب مقاطعة تريفيزو ومقاطعة فِشنزة، وغربا إقليم ترينتينو ألتو أديجي (مقاطعة ترينتو ومقاطعة بُلسانة).